# 余慈地区

余慈地区在宁波市的位置

余慈地区是对浙江省宁波市下辖余姚和慈溪两市行政区域的统称，总面积2681平方公里，是宁波都市区重要的组成部分。目前两市正在推进统筹发展和一体化工作。